# Oltresonzia
Oltresonzia (in sloveno Čezsoča) è un centro abitato della Slovenia, frazione del comune di Plezzo.

## Storia
Il centro abitato apparteneva storicamente alla Contea di Gorizia e Gradisca, come comune autonomo; era noto con i toponimi sloveni di Zersotscha, Cersoča e in seguito Čezsoča, e comprendeva anche il vicino villaggio di Loch di Zersotscha/Log di Čezsoča (Log Čezsoški).
Dopo la prima guerra mondiale passò, come tutta la Venezia Giulia, al Regno d'Italia; il toponimo venne italianizzato dapprima in Cezsocia e poi dal 1923 in Oltresonzia, (e la frazione di Log in Loga d'Oltresonzia) e il comune venne inserito nel circondario di Tolmino della provincia del Friuli. Nel 1927 passò alla nuova provincia di Gorizia, ma fu aggregato nel 1928 al comune di Plezzo.
Dopo la seconda guerra mondiale il territorio passò alla Jugoslavia; attualmente Oltresonzia, è frazione del comune di Plezzo.